# 严家闸办事处
严家闸办事处是位于中华人民共和国湖北省黄冈市黄梅县的一个类似乡级单位，隶属于龙感湖管理区。

## 行政区划
2013年时，在国家统计局网站中，严家闸办事处收录为黄梅县下辖的行政区。2014年后，未有收录。下辖以下行政区：
长青社区、长胜社区、新闸社区、黄太墩生产队村、严大墩生产队村和严细墩生产队村。